# Kugarak
La rivière Kugarak est un cours d'eau d'Alaska, aux États-Unis situé dans le borough de Northwest Arctic. C'est un affluent de la rivière Selawik.

## Description
Longue de 58 milles (93 km), elle coule en direction du sud-ouest pour rejoindre la rivière Selawik à 27 milles (43 km) au sud-est de Selawik.
Son nom eskimo Kue-ga-rack a été référencé en 1886 par le lieutenant Stoney, et son nom actuel a été fixé en 1901 par l'United States Geological Survey.

## Sources
- (en) « Kugarak », Geographic Names Information System